# Jurij Szewczuk

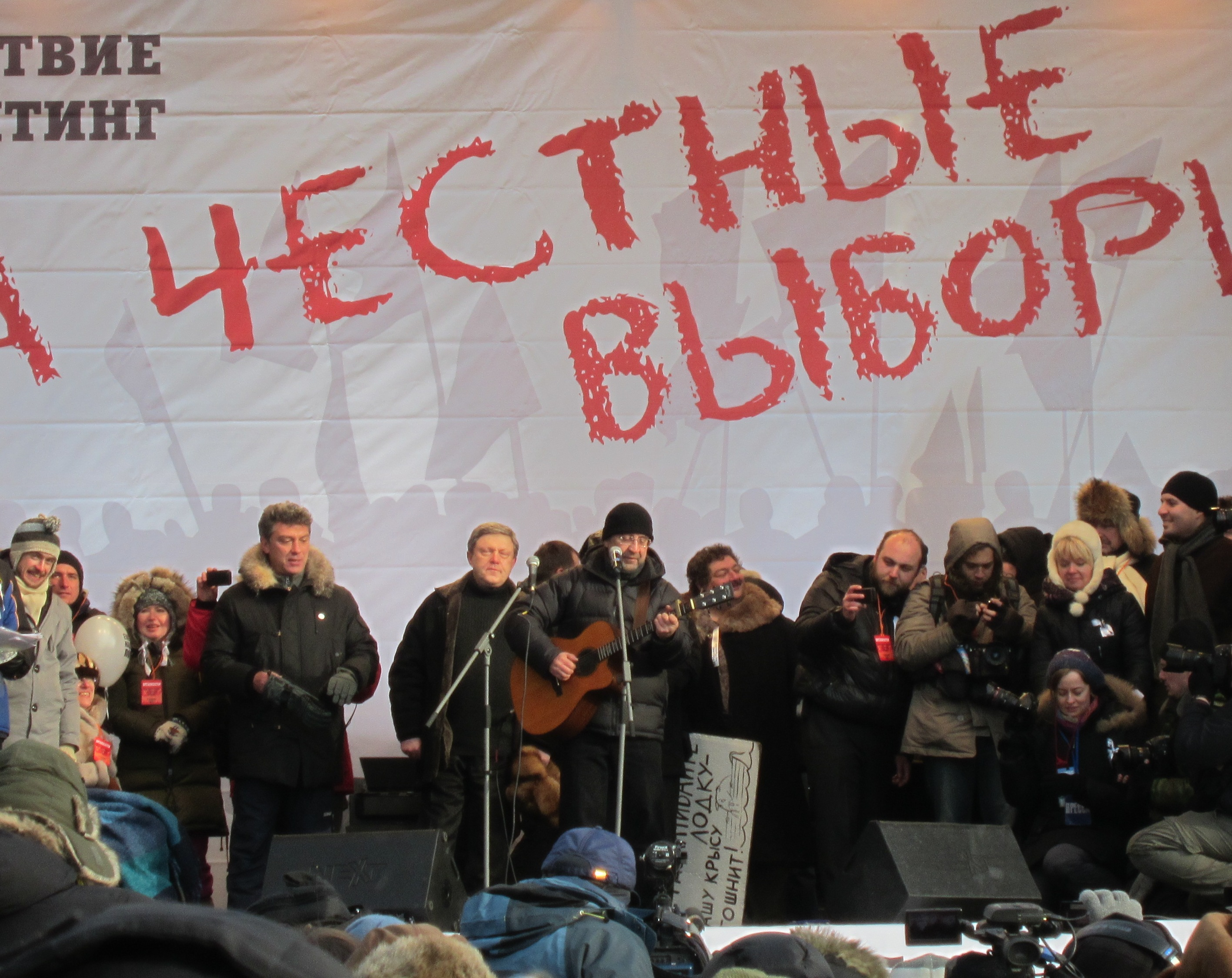
Jurij Szewczuk występuje na koncercie rosyjskiej opozycji

Jurij Julianowicz Szewczuk (ros. Юрий Юлианович Шевчук; ur. 16 maja 1957 w Jagodnoje) – rosyjski muzyk i poeta, założyciel i lider grupy DDT, jednego z najstarszych wciąż aktywnych rosyjskich zespołów rockowych.

## Życiorys
Urodził się we wsi Jagodnoje w obwodzie magadańskim, a wychowywał się w Ufie w Baszkirskiej ASRR. Przed założeniem DDT pracował jako nauczyciel plastyki. Zanim ukazał się trzeci album grupy, Perifierija, Szewczuk znalazł się pod silną presją radzieckiej cenzury. W 1985 roku czasowo rozwiązał zespół i przeniósł się do Leningradu z żoną Elmirą. W Leningradzie zebrał nowy skład i został członkiem Leningradzkiego Rock Klubu. W 1989 roku DDT koncertowało na Węgrzech, a w 1990 po raz pierwszy w USA i Japonii. W 1992 roku Szewczuk stracił żonę z powodu raka; album Aktrisa Wiesna zawierał wspomnienia o niej i był jej dedykowany.
W styczniu 1995 roku, podczas I wojny czeczeńskiej, udał się z misją pokojową do Czeczenii, gdzie wykonał 50 koncertów zarówno dla wojsk rosyjskich, jak i ludności czeczeńskiej. W 1999 roku odwiedził Jugosławię z koncertami w obronie jej integralności terytorialnej, ostro skrytykował USA za bombardowanie suwerennego państwa i nakręcił dla UNESCO kilka raportów o zniszczonych cerkwiach w serbskim regionie Kosowa.
W pierwszej dekadzie XXI wieku Szewczuk wypowiadał się bardzo krytycznie wobec niedemokratycznego charakteru rządów prezydenta Władimira Putina (patrz: putinizm) i był jednym z niewielu celebrytów, którzy otwarcie przedstawiali zarzuty opozycjonistów wobec Putina w okresie bierności politycznej wiodących postaci rosyjskiej kultury. 3 marca 2008 roku wziął udział w marszu dysydentów w Petersburgu przeciwko nadużyciom w organizacji wyborów prezydenckich, w których żaden z kandydatów prawdziwej opozycji nie mógł wystartować. Jedna z jego kontrowersyjnych piosenek z tamtego okresu, Kogda zakonczitsja nieft' („Kiedy skończy się ropa”), zawiera słowa „Kiedy ropa wyschnie, nasz prezydent umrze”.
W dniach 24 i 26 września 2008 roku w proteście przeciwko wojnie rosyjsko-gruzińskiej zorganizował dwa koncerty pokojowe w Moskwie i Petersburgu. Nazwa koncertu „Don't Shoot” została zaczerpnięta z jego piosenki Nie Strieljaj, którą napisał w 1980 roku w odpowiedzi na radziecką interwencję w Afganistanie. Wraz ze swoim zespołem DDT występował z gruzińskim wokalistą jazzowym Nino Katamadze, osetyjską grupą Iriston i ukraińskim zespołem Bratja Karamazowy. Część zysków z koncertów została przekazana ludziom, którzy ucierpieli na skutek wojny, zarówno Osetyjczykom, jak i Gruzinom.
W maju 2010 roku Szewczuk wzbudził duże zainteresowanie mediów po zdecydowanym dialogu z ówczesnym premierem Rosji Władimirem Putinem, w którym otwarcie stawiał mu (w telewizji państwowej) pytania dotyczące tak kontrowersyjnych tematów, jak demokracja, wolność słowa, zgromadzeń i wolność prasy w Rosji. W wywiadzie z 2017 roku przyznał, że dzień po tej rozmowie „dostał telefon z Kongresu Stanów Zjednoczonych z zaproszeniem do wygłoszenia jakiegoś wykładu…”, a jego odpowiedź brzmiała: „[my] załatwimy to sami”. Stwierdził również, że część jego pytań była rozpatrywana i została zaakceptowana przez administrację Kremla.
25 sierpnia 2010 roku wykonał piosenkę Boba Dylana Knockin’ on Heaven’s Door wraz z zespołem U2 na Stadionie Łużniki w Moskwie; był to pierwszy koncert tej grupy w Rosji. 4 stycznia 2011 roku wystąpił w amerykańskim programie radiowym Morning Edition na antenie stacji NPR.
18 czerwca 2014 roku podczas koncertu w Zielonym Teatrze w Moskwie zadeklarował, że cały dochód z koncertu zostanie przekazany na fundusz „Dr Lisa” na pomoc poszkodowanym mieszkańcom Donbasu.